# 関谷剛男
関谷 剛男（せきや たかお、1939年11月18日 - ）は、日本の分子生物学者。佐々木研究所所長。薬学博士。核酸の高次構造多型（SSCP）解析法の開発で知られる。がん遺伝子・がん抑制遺伝子の塩基配列異常をはじめ、多くのヒト遺伝病原因遺伝子解析に利用された。日本学士院会員。

## 略歴
- 神奈川県立湘南高等学校卒業
- 1964年 東京大学薬学部卒業
- 1969年 東京大学大学院修了
- 1972年からマサチューセッツ工科大学ハー・ゴビンド・コラナのもとに留学
- 1977年 国立がんセンター研究所生物学部室長
- 1984年 国立がんセンター研究所腫瘍遺伝子研究部部長
- 2004年 三菱化学生命科学研究所取締役所長
- 2010年 佐々木研究所所長

## 受賞歴
- 1979年 日本生化学会奨励賞「tRNA遺伝子構造とその発現機構の解析」
- 1993年 高松宮妃癌研究基金学術賞「がん抑制遺伝子の研究」
- 2000年 日本薬学会賞「DNA解析による遺伝子情報の解明とがんにおける遺伝子異常の把握」
- 2000年　第41回藤原賞「DNA塩基配列変化の迅速検出法の開発とヒトがんにおける遺伝子異常の把握」
- 2001年 日本癌学会第10回吉田富三賞
- 2002年 日本学士院賞 「核酸の高次構造を利用したゲノム情報解析」
- 2016年 瑞宝重光章[1][2]